# Buturlínovka
Buturlínovka (ruso: Бутурли́новка) es una ciudad rusa, capital del raión homónimo en la óblast de Vorónezh.
En 2021, el territorio de la ciudad tenía una población de 24 519 habitantes, de los cuales 24 397 vivían en la propia ciudad y el resto en tres pedanías: los posiolki de Zemledélets y Krugli y el pueblo (seló) de Otrádnoye.
Se ubica unos 180 km al sureste de Vorónezh, a orillas del río Osered.

## Historia
Fue fundada en 1740 como una localidad rural en las tierras que Isabel Petrovna había donado a Aleksandr Buturlín, de quien deriva el topónimo. En su origen era una slobodá habitada por ucranianos. Desde 1779 quedó incluida en el uyezd de Bobrov de la gobernación de Vorónezh. En el siglo XIX se hizo conocida por sus fábricas de botas de cuero, de las que al finalizar el siglo llegaron a fabricarse casi un millón de pares cada año. En 1917, el Gobierno Provisional le dio el estatus de ciudad. En 1943, Nikolái Kamanin estableció aquí una base aérea, que todavía sigue siendo importante para la Fuerza Aérea Rusa.